# Marosoroszi
Marosoroszi (románul: Orosia) falu Romániában, Maros megyében.

## Története
Kutyfalva község része. A trianoni békeszerződésig Kolozs vármegye Tekei járásához tartozott.

## Népessége
2002-ben 180 lakosa volt, ebből 170 román, 8 cigány, 1 magyar és 1 német nemzetiségű.

## Vallások
A falu lakói közül 160-an ortodox, 12-en görögkatolikus, 6-an pünkösdista hitűek és 1 fő református.